# Femeniasia
Femeniasia es un género de plantas con flores perteneciente a la familia de las asteráceas. Comprende dos especies descritas que son consideradas sinónimos del género Carthamus.

## Distribución y conservación
Femeniasia es endémica de la costa noroeste de Menorca, España.

## Taxonomía
El género fue descrito por Susanna  y publicado en Collectanea Botanica a Barcinonensi Botanico Instituto Edita 17(1): 83. 1987.

## Especies
- Femeniasia balearica (Rodríguez Femenías) Susanna
- Femeniasia fruticosa (Maire) D.P.Petit